# 甲子園連覇
甲子園連覇（こうしえんれんぱ）とは、日本の高校野球（男子硬式野球）において、阪神甲子園球場で開催され、2大全国大会である選抜高等学校野球大会（春の甲子園）および全国高等学校野球選手権大会（夏の甲子園）で連続して同じ学校が優勝することをいう。

## 連覇の形態
これまでに実現した連覇のパターンは以下の通り。
- 春夏連覇 - 同じ年の選抜高等学校野球大会と全国高等学校野球選手権大会で連続して優勝する。
- 夏春連覇 - 全国高等学校野球選手権大会で優勝し、翌年の選抜高等学校野球大会で優勝する。
- 春連覇（春春連覇） - 選抜高等学校野球大会で優勝し、1年後に再び選抜高等学校野球大会で優勝する。
- 夏連覇（夏夏連覇） - 全国高等学校野球選手権大会で優勝し、1年後に再び全国高等学校野球選手権大会で優勝する。
- 夏3連覇（夏夏夏連覇） - 全国高等学校野球選手権大会で3年連続優勝する。

2023年現在、夏4連覇、春3連覇、春夏春連覇、夏春夏連覇を成し遂げた高校はない。なお、春夏連覇や夏春連覇をした場合は春の紫紺の優勝旗と夏の深紅の優勝旗の両方が連覇校に置かれることになる。

## 春夏連覇
これまでに春夏連覇を7校が達成し、うち大阪桐蔭は2回達成している。
| 開催年 | 学校               | 春     | 夏      | 備考                                                                       |
| ------ | ------------------ | ------ | ------- | -------------------------------------------------------------------------- |
| 1962年 | 作新学院（栃木）   | 第34回 | 第44回  | 史上初の春夏連覇、春夏ともに県勢初優勝。唯一の春と夏の主戦投手が異なる連覇 |
| 1966年 | 中京大中京（愛知） | 第38回 | 第48回  | 史上唯一の夏3連覇、夏春連覇も経験（後述）                                  |
| 1979年 | 箕島（和歌山）     | 第51回 | 第61回  | 公立校では唯一。国体も優勝                                                 |
| 1987年 | PL学園（大阪）     | 第59回 | 第69回  | 春連覇も経験（後述）                                                       |
| 1998年 | 横浜（神奈川）     | 第70回 | 第80回  | 神宮・国体も優勝                                                           |
| 2010年 | 興南（沖縄）       | 第82回 | 第92回  | 夏は沖縄県勢初優勝                                                         |
| 2012年 | 大阪桐蔭（大阪）   | 第84回 | 第94回  | 国体も優勝（2校同時優勝）                                                  |
| 2018年 | 大阪桐蔭（大阪）   | 第90回 | 第100回 | 2度目の達成は史上初、国体も優勝（4校同時優勝）                             |

- 日大三高（東京）は2010 - 2011年に選抜以外の三大会を制覇
- 大阪桐蔭（大阪）は2021 - 2022年に選手権以外の三大会を制覇

### 未達成の春夏春3季連続優勝
現在、達成した高校は現れていない。上記7校の翌年春の成績は下記の通り。
| 開催年 | 学校       | 翌春   | 戦績                        |
| ------ | ---------- | ------ | --------------------------- |
| 1963年 | 作新学院   | 第35回 | 出場できず                  |
| 1967年 | 中京大中京 | 第39回 | 出場できず                  |
| 1980年 | 箕島       | 第52回 | 出場できず                  |
| 1988年 | PL学園     | 第60回 | 出場できず                  |
| 1999年 | 横浜       | 第71回 | 1回戦敗退（対PL学園 5-6）   |
| 2011年 | 興南       | 第83回 | 出場できず                  |
| 2013年 | 大阪桐蔭   | 第85回 | 3回戦敗退（対県岐阜商 4-5） |
| 2019年 | 大阪桐蔭   | 第91回 | 出場できず                  |

## 夏春連覇
これまでに夏春連覇を達成した高校は以下の4校である。
| 開催年 | 学校               | 春     | 夏     | 備考                                                   |
| ------ | ------------------ | ------ | ------ | ------------------------------------------------------ |
| 1930年 | 広島商業（広島）   |        | 第16回 | 夏連覇達成（後述）                                     |
| 1931年 | 広島商業（広島）   | 第8回  |        | エース灰山元治が大会初のノーヒットノーランも達成       |
| 1937年 | 中京大中京（愛知） |        | 第23回 | 春に準優勝。夏3連覇、春夏連覇も経験。                  |
| 1938年 | 中京大中京（愛知） | 第15回 |        | 優勝投手はともに野口二郎。後に春夏連覇も達成（前述）   |
| 1960年 | 法政二（神奈川）   |        | 第42回 |                                                        |
| 1961年 | 法政二（神奈川）   | 第33回 |        | 優勝投手はともに柴田勲。春は初出場初優勝かつ県勢初優勝 |
| 1982年 | 池田（徳島）       |        | 第64回 | 夏は県勢初優勝                                         |
| 1983年 | 池田（徳島）       | 第55回 |        |                                                        |

### 未達成の夏春夏3季連続優勝
現在、達成した高校は現れていない。上記4校の2年目夏の成績は下記の通り。
| 開催年 | 学校       | 翌夏   | 戦績                       |
| ------ | ---------- | ------ | -------------------------- |
| 1931年 | 広島商業   | 第17回 | 出場できず                 |
| 1938年 | 中京大中京 | 第24回 | 出場できず                 |
| 1961年 | 法政二     | 第43回 | 準決勝敗退（対浪商 2-4）   |
| 1983年 | 池田       | 第65回 | 準決勝敗退（対PL学園 0-7） |

なお、中京商業（愛知）・PL学園（大阪、後述）以外に3季連続決勝進出した高校として、光星学院（青森、現八戸学院光星）が夏春夏3季連続（2011夏〜12夏）で準優勝している。2012年は、史上初めて春夏ともに決勝戦で大阪桐蔭（春夏連覇）と同一対戦になった。

## 春連覇
これまでに春連覇を達成した高校は以下の3校である。
| 開催年 | 学校               | 春     | 備考                                                   |
| ------ | ------------------ | ------ | ------------------------------------------------------ |
| 1929年 | 第一神港商（兵庫） | 第6回  |                                                        |
| 1930年 | 第一神港商（兵庫） | 第7回  |                                                        |
| 1981年 | PL学園（大阪）     | 第53回 |                                                        |
| 1982年 | PL学園（大阪）     | 第54回 |                                                        |
| 2017年 | 大阪桐蔭（大阪）   | 第89回 |                                                        |
| 2018年 | 大阪桐蔭（大阪）   | 第90回 | 優勝投手はいずれも根尾昂、同年は春夏連覇も達成（前述） |

### 春連覇校の翌年
| 開催年 | 学校       | 翌々春 | 戦績                       |
| ------ | ---------- | ------ | -------------------------- |
| 1931年 | 第一神港商 | 第8回  | 準決勝敗退（対中京商 0-3） |
| 1983年 | PL学園     | 第55回 | 出場できず                 |
| 2019年 | 大阪桐蔭   | 第91回 | 出場できず                 |

## 夏2連覇
これまでに夏2連覇を達成した高校は以下の5校である（夏3連覇の中京商は後述）。
| 開催年 | 学校                    | 夏     | 備考                                         |
| ------ | ----------------------- | ------ | -------------------------------------------- |
| 1921年 | 和歌山中（和歌山）      | 第7回  | 大会記録の75得点、得失点差68での優勝         |
| 1922年 | 和歌山中（和歌山）      | 第8回  |                                              |
| 1929年 | 広島商（広島）          | 第15回 |                                              |
| 1930年 | 広島商（広島）          | 第16回 | 翌年に夏春連覇も達成（前述）                 |
| 1939年 | 海草中（和歌山）        | 第25回 | エース嶋清一が準決勝・決勝で無安打無得点達成 |
| 1940年 | 海草中（和歌山）        | 第26回 |                                              |
| 1947年 | 小倉中（福岡）          | 第29回 | 九州勢初優勝                                 |
| 1948年 | 小倉※学制改革で名称変更 | 第30回 | 優勝投手はいずれも福嶋一雄                   |
| 2004年 | 駒大苫小牧（南北海道）  | 第86回 | 道勢初優勝                                   |
| 2005年 | 駒大苫小牧（南北海道）  | 第87回 |                                              |

### 夏2連覇校の翌年
| 開催年 | 学校                    | 翌々夏 | 戦績                                          |
| ------ | ----------------------- | ------ | --------------------------------------------- |
| 1923年 | 和歌山中                | 第9回  | 決勝敗退（対甲陽中 2-5）                      |
| 1931年 | 広島商                  | 第17回 | 出場できず                                    |
| 1941年 | 海草中                  | 第27回 | 日中戦争激化につき予選途中で中止              |
| 1949年 | 小倉北※共学化で名称変更 | 第31回 | 準々決勝敗退（対倉敷工 6-7）                  |
| 2006年 | 駒大苫小牧              | 第88回 | 決勝敗退（引分再試合）（対早稲田実 1-1、3-4） |

## 夏3連覇
これまでに夏3連覇を達成したのは中京大中京のみである。
| 開催年 | 学校               | 夏     | 備考                                                         |
| ------ | ------------------ | ------ | ------------------------------------------------------------ |
| 1931年 | 中京大中京（愛知） | 第17回 | 初出場初優勝                                                 |
| 1932年 | 中京大中京（愛知） | 第18回 |                                                              |
| 1933年 | 中京大中京（愛知） | 第19回 | 優勝投手はいずれも吉田正男。第23回大会まで出場4度で4度の優勝 |

翌1934年夏の東海代表は享栄（愛知）が初出場。中京大中京は予選敗退し4年連続優勝は達成できなかった。
2004〜05年に夏2連覇を成し遂げた南北海道代表の駒大苫小牧が夏3連覇に挑戦したが、翌2006年の決勝戦で西東京代表の早稲田実業に再試合の末3-4で敗退した。

## 連覇未達成

### 春優勝、夏決勝戦敗退
春のセンバツで優勝したものの夏の選手権は決勝で敗れた高校は以下の3校。
| 開催年 | 学校           | 春     | 対戦校             | スコア | 夏     | 対戦校                 | スコア | 備考                                                     |
| ------ | -------------- | ------ | ------------------ | ------ | ------ | ---------------------- | ------ | -------------------------------------------------------- |
| 1932年 | 松山商（愛媛） | 第9回  | 明石中（兵庫）     | 1-0    | 第18回 | 中京商（愛知）         | 3-4    | 中京商業は翌年まで夏3連覇（前述）                        |
| 1963年 | 下関商（山口） | 第35回 | 北海（北海道）     | 10-0   | 第45回 | 明星（大阪）           | 1-2    | 春は山口県勢初優勝                                       |
| 2004年 | 済美（愛媛）   | 第76回 | 愛工大名電（愛知） | 6-5    | 第86回 | 駒大苫小牧（南北海道） | 10-13  | 済美は春夏ともに初出場、駒大苫小牧は翌年に夏連覇（前述） |

- 逆のパターンに高松商（香川、1925年(後述)）、中京商（愛知、1931年(前述)・1937年(前述)）、小倉（福岡、1947年(前述)）、広島商（広島、1973年）、智弁和歌山（和歌山、2000年）等がある。

### 夏優勝、春決勝戦敗退
夏の選手権で優勝したものの翌年春のセンバツの決勝戦で敗れた高校は以下の1校。
| 開催年 | 学校           | 春     | 対戦校       | スコア | 夏     | 対戦校           | スコア | 備考                                     |
| ------ | -------------- | ------ | ------------ | ------ | ------ | ---------------- | ------ | ---------------------------------------- |
| 1983年 | PL学園（大阪） |        |              |        | 第65回 | 横浜商（神奈川） | 3-0    | 準決勝で池田の夏春夏3連覇を阻む（前述）  |
| 1984年 | PL学園（大阪） | 第56回 | 岩倉（東京） | 0-1    |        |                  |        | 夏も決勝進出（後述）、岩倉は初出場初優勝 |

- 逆のパターンに鳴門（徳島）(1950 - 1951年)、東海大相模（神奈川）(2010 - 2011年)がある。

### 春優勝、翌年春決勝戦敗退
春のセンバツで優勝、翌年春のセンバツの決勝戦で敗れた高校は以下の6校。
| 開催年        | 学校             | 春     | 対戦校           | スコア | 翌春   | 対戦校             | スコア | 備考                                                     |
| ------------- | ---------------- | ------ | ---------------- | ------ | ------ | ------------------ | ------ | -------------------------------------------------------- |
| 1924年-1925年 | 高松商（四国）   | 第1回  | 早稲田実（東京） | 2-0    | 第2回  | 松山商（四国）     | 2-3    | 1925年夏含め4大会で3度の決勝進出                         |
| 1926年-1927年 | 広陵中（中国）   | 第3回  | 松本商（北信越） | 7-0    | 第4回  | 和歌山中（近畿）   | 3-8    | 1927年夏含め4大会で3度の決勝進出                         |
| 1927年-1928年 | 和歌山中（近畿） | 第4回  | 広陵中（中国）   | 8-3    | 第5回  | 関西学院中（近畿） | 1-2    | 県勢初の選抜優勝                                         |
| 1951年-1952年 | 鳴門（四国）     | 第23回 | 鳴尾（近畿）     | 3-2    | 第24回 | 静岡商（東海）     | 0-2    | 1950年夏含め4大会で3度の決勝進出                         |
| 1960年-1961年 | 高松商（四国）   | 第32回 | 米子東（中国）   | 2-1    | 第33回 | 法政二（関東）     | 0-4    | 法政二高は夏春連覇達成（前述）                           |
| 1971年-1972年 | 日大三（関東）   | 第43回 | 大鉄（近畿）     | 2-0    | 第44回 | 日大櫻丘（関東）   | 0-5    | 1972年は選抜初の兄弟校での決勝戦、日大櫻丘は初出場初優勝 |

- 逆のパターンに中京商（1937 - 1938年(前述)、1958 - 1959年）、東邦商（愛知、1938 - 1939年、1988 - 1989年）、岐阜商（岐阜、1939 - 1940年）、愛工大名電（愛知、2004(前述) - 2005年）等がある。

### 夏優勝、翌年夏決勝戦敗退
夏の選手権で優勝、翌年夏の選手権の決勝戦で敗れた高校は以下の2校。
| 開催年        | 学校             | 夏      | 対戦校           | スコア | 翌夏    | 対戦校         | スコア | 備考                                |
| ------------- | ---------------- | ------- | ---------------- | ------ | ------- | -------------- | ------ | ----------------------------------- |
| 1983年-1984年 | PL学園（大阪）   | 第65回  | 横浜商（神奈川） | 3-0    | 第66回  | 取手二（茨城） | 4-8    | 1984年春と合わせて3大会連続決勝進出 |
| 2022年-2023年 | 仙台育英（宮城） | 第104回 | 下関国際（山口） | 8-1    | 第105回 | 慶応（神奈川） | 2-8    | 2022年夏は東北勢初優勝              |

- 逆のパターンにPL学園（1984 - 1985年）がある。